# 川除大辉
川除大辉（日语：／ Kawayoke Taiki，2001年2月21日—），日本男子越野滑雪运动员。他曾代表日本参加2022年冬季残疾人奥林匹克运动会越野滑雪比赛，获得男子古典式长距离站姿金牌。